# Grand-prince

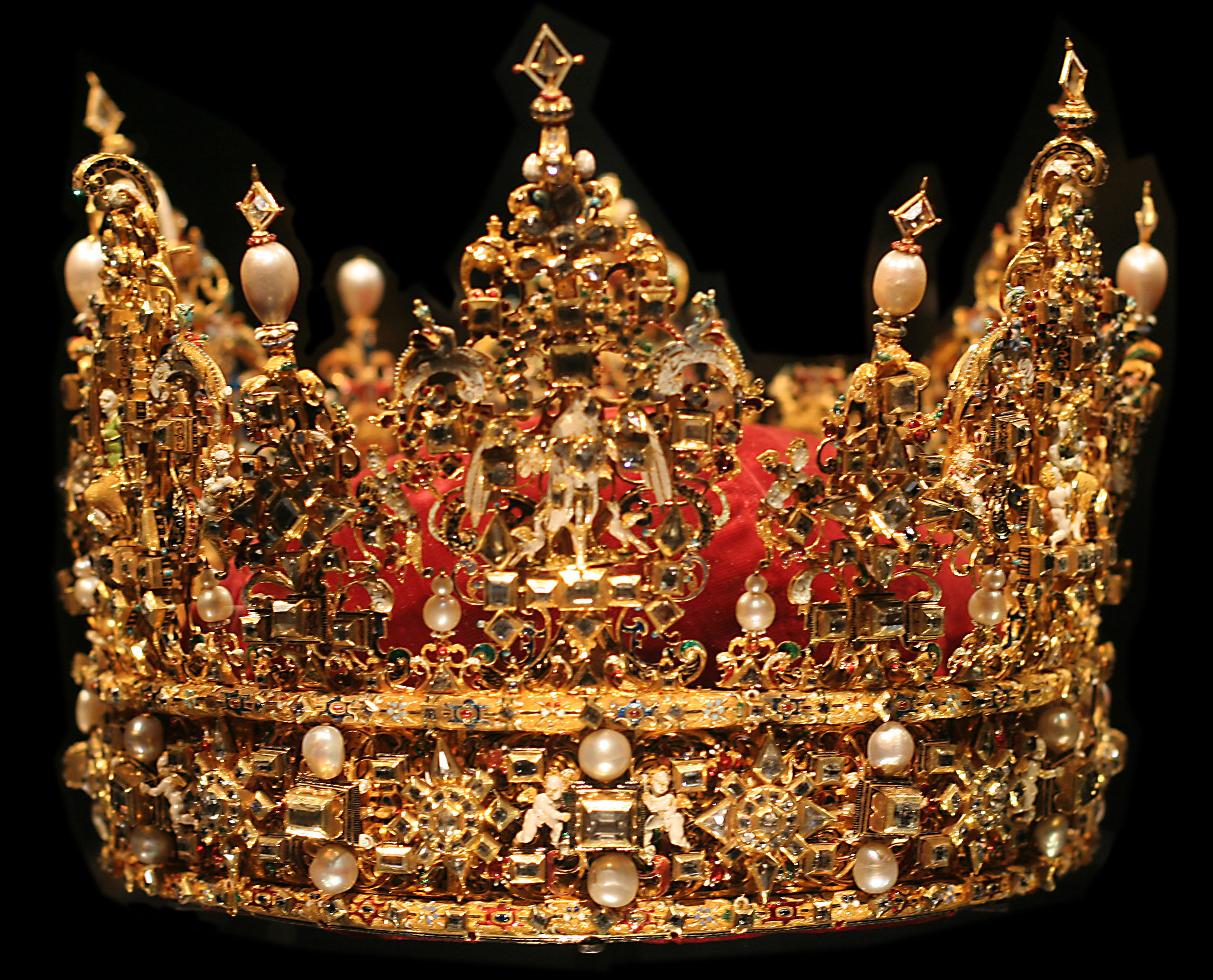
Couronne du Roi du Danemark Christian IV

Le titre de grand-prince est un titre de noblesse, honorifiquement inférieur à celui d'empereur, mais supérieur à celui de prince souverain ou de prince royal.
Ce titre est commun dans plusieurs pays d'Europe centrale, du Nord et de l'Est. [réf. souhaitée]
- En allemand : Großfürst
- En danois : storfyrste
- En finnois : suuriruhtinas
- En hongrois : nagyfejedelem
- En latin : magnus princeps
- En lituanien : didysis kunigaikštis
- En polonais : wielki książę
- En russe : великий князь (vielikiï kniaz')
- En serbe : veliki župan
- En suédois : storfurste
- En tchèque : velkokníže
- En ukrainien : великий князь (velykyi kniaz')

Il était notamment utilisé dans le cadre de la famille impériale russe pour nommer les descendants mâles du tsar, comme traduction alternative à grand-duc du terme russe velikii kniaz (russe : великий князь).
Uroš Ier Vukanović et Stefan Nemanja furent grands-princes de Rascie.